# 2:a divisionen (Tyskland)
2:a divisionen (tyska: 2. Division) var en tysk division som existerade mellan 1818 och 1919.

## Organisation före första världskrigets utbrott
Förläggningsort inom parentes.
- 3:e Infanteribrigaden (Rastenburg)
  - 4:e Grenadjärregementet (3:e östpreussiska) "Kung Fredrik den store" (Rastenburg)
  - 44:e Infanteriregementet (7:e östpreussiska) "Greve Dömhoff" (Goldap)

- 4:e Infanteribrigaden (Gumbinnen)
  - 33:e Fysiljärregementet (Östpreussiska) "Greve Roon" (Gumbinnen)
  - 45:e Infanteriregementet (8:e östpreussiska) (Insterburg och Darkehmen)

- 2:a Kavalleribrigaden (Insterburg)
  - 12:e Ulanregementet (Litausika) (Insterburg)
  - 9:e Hästjägarregementet (Insterburg)

- 43:e Kavalleribrigaden (Insterburg)
  - 8:e Ulanregementet (Östpreussiska) "Greven av Dohna" (Gumbinnen)
  - 10:e Hästjägarregementet (Angerburg och Goldap)

- 2:a Fältartilleribrigaden (Insterburg)
  - 1:a Fältartilleriregementet (1:a Litauiska) "Prins August av Preussen" (Gumbinnen och Insterburg)
  - 37:e Fältartilleriregementet (2:a Litauiska) (Insterburg)

## Befälhavare
| Grad            | Name                    | Tidsperiod                  |
| --------------- | ----------------------- | --------------------------- |
|                 | von Conrady             | ? - april 1884              |
| Generallöjtnant | von Kroseck             | April 1884 - april 1885     |
| Generallöjtnant | von Strempel            | April 1885 - ?              |
| Generallöjtnant | Otto Freiherr von Hügel | 18 juni 1908 - 1 april 1912 |
| Generallöjtnant | Otto von Below          | 2 april 1912 - 31 juli 1914 |